# Henry Timberlake
Ne doit pas être confondu avec Henry Timberlake (1570–1625).

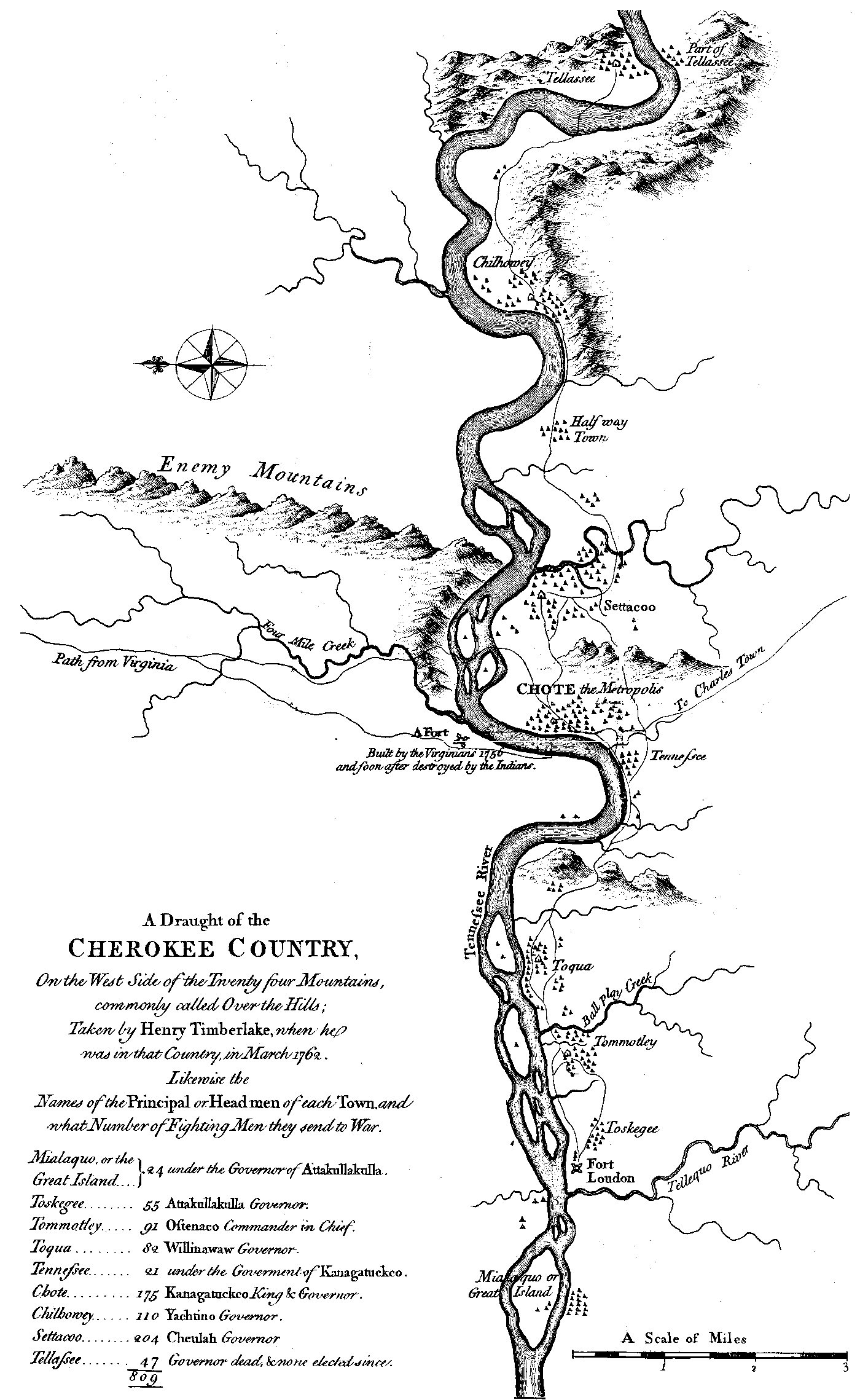
Trajet de l'expédition Timberlake chez les Cherokees

Henry Timberlake (Virginie, 1730-Londres, 30 septembre 1765) est un explorateur américain.

## Biographie

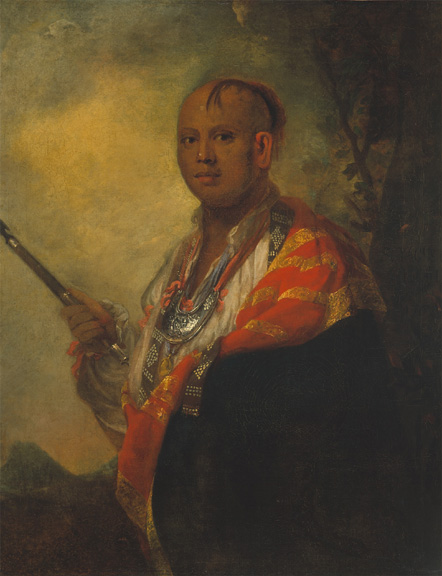
Portrait d'Ostenaco par Joshua Reynolds, 1762

Entré dans la milice de Virginie en 1756, il fait partie en 1760 d'une unité chargée de lutter contre les Indiens Cherokees. En novembre 1761, lorsque les Cherokees demandent la paix, il est envoyé comme émissaire avec trois autres compagnons. Il arrive alors au village Cherokee de Tomotley (en) en décembre 1761. Il en profite pour explorer le pays et en dresser une carte. Il y découvre aussi les restes d'un fort construit par William de Brahm.
Arrivé à Chote, il signe avec les Indiens le traité de paix et convie même le chef Ostenaco (en) à venir rencontrer le roi d'Angleterre à Londres en août 1762. Joshua Reynolds en dresse alors un portrait.
Malade, il meurt lors d'une mission à Londres en 1765.

## Œuvres
- The memoirs of Lt. Henry Timberlake : The Story of a Soldier, Aventurer, and Emissary to the Cherokee, 1756-1765, publiée en 2007 par The University of the North Carolina Press.